# Стража (област Смолян)
Вижте пояснителната страница за други значения на Стража.
Стража е село в Южна България. То се намира в община Смолян, област Смолян.

## География
Стража е село в средните Южни Родопи. Намира се в община Смолян, на 6 километра от самия град и на 15 километра от курортния комплекс Пампорово.
Над селото има връх (скала), който е наричан с различни имена като: Стената, връх Стража, Стражарника или по думите на местните жители Стеньота. Той е с надморска височина от 1354 метра. Селото е разположено под южния склон на върха и е с надморска височина от 1150 метра на центъра.
Стража е изградено върху пресечена терен в три основни махали с околовръстен полигон 222,576 декара. Населението му е от 108 жители с постоянен и 20 жители с настоящ адрес по проучвания от 2009 година. Селото се намира високо в планината и е ориентирано на юг, накъдето се открива панорамна гледка.

## История
Селото се нарича така, защото през римско време са минавали кервани, през една скала, наречена „Стената“, там имало пазачи (стражари), които пазили керваните. Местните разказват различни легенди, свързани със селото:
- След битка край пазената от стражарите скала златото, пренасяно от един керван, е останало там заровено, но и до днес така това злато никой не го знае къде е.
- Носи се легенда, че при тази скала има тунел, който води до съседното село Тикале и това било скривалище на хората от Стража.

## Религии
Населението е 100% мюсюлмани и изповядват исляма. В селото има реконструирана изцяло джамия. По данни – старата е на над 500 години.

## Редовни събития
Всяка година мюсюлманското настоятелство организира курбан. Чества се Рамазан и Курбан байрам.